# Vikýřovice u penzionu
Vikýřovice u penzionu je železniční zastávka v 14,286 km trati Šumperk – Kouty nad Desnou (Železnice Desná), nacházející se v obci Vikýřovice nedaleko penzionu s minipivovarem U Jirsáka. Je neobsazená, délka zvýšeného jednostranného nástupiště z panelů je 60 m, na místě je přístřešek pro cestující. Zastávka je zařazena do integrovaného dopravního systému IDSOK, neposkytuje výdej jízdenek. V blízkosti vlakové zastávky se nachází autobusová zastávka Vikýřovice, u penzionu obsluhovaná linkami IDSOK.